# Linda Scott
Linda Scott (ur. 1 czerwca 1945 w Nowym Jorku) – amerykańska piosenkarka pop, aktywna w latach 60. Najbardziej znanym utworem Lindy Scott był przebój „I've Told Every Little Star” z 1961, który utrzymywał się na listach przebojów przez następne cztery lata.
Urodziła się w Queens w Nowym Jorku. Po rozpoczęciu nauki szkole średniej wygrała przesłuchanie w radiowym programie Arthura Godfreya w CBS. Wraz z innymi młodymi wykonawcami stała się częstym gościem programu. W CBS została zauważona przez pracowników Epic Records i jeszcze w tym samym roku nagrała debiutancki singel In-Between Teen. Występowała wówczas jako Linda Sampson.
W 1961, uczęszczając nadal do szkoły średniej, zaczęła śpiewać w Canadian-American Records, gdzie nagrała swój największy przebój „I've Told Every Little Star”, standard z 1932 roku napisany przez Oscara Hammersteina II i Jerome Kerna. Występowała już wówczas jako Linda Scott. W tym samym roku nagrała dwa kolejne przeboje „I Don't Know Why” (standard) i „Don't Bet Money, Honey” (własna kompozycja).
W latach 70. zrezygnowała z kariery piosenkarskiej. Jako technik medyczny pracowała w forcie Sam Houston w Teksasie. Otrzymała w tym czasie dyplom z teologii w Kingsway Christian College and Theological Seminary w Des Moines. Następnie uczyła śpiewu w Christian Academy w Nowym Jorku.